# Jerzy Klepczyński
Jerzy Klepczyński (ur. 16 maja 1956 w Łodzi, zm. 17 września 2007) – polski piłkarz grający na pozycji bramkarza.
Zawodnik klubów: ŁKS Łódź (1974-1978), Start Łódź (1978,1982-1984 i 1987), Orzeł Łódź (1979), Widzew Łódź (1979-1982 i 1984-1986) oraz Włókniarz Aleksandrów Łódzki (1987-1989). Łącznie w najwyższej klasie rozgrywkowej rozegrał 40 spotkań. Z Widzewem Łódź zdobył dwukrotnie mistrzostwo Polski (sezony: 1980/1981 i 1981/1982).